# Ctenodactylus gundi
Ctenodactylus gundi és una espècie de mamífer rosegador de la família dels ctenodactílids. Viu a Algèria, Líbia, el Marroc i Tunísia. Es tracta d'un animal diürn que viu en grups d'entre tres i onze individus. El seu hàbitat natural són les zones rocoses, on busca refugi a les esquerdes i fissures. És una espècie en risc mínim, és a dir, no sembla que hi hagi cap amenaça significativa per a la seva supervivència.